# Sophie Brunner
Sophie Elizabeth Brunner (Freeport, 30 agosto 1995) è un'ex cestista statunitense, professionista nella WNBA.

## Carriera
Con gli Stati Uniti ha disputato i Giochi panamericani di Toronto 2015.